# ルーク (ロケット)
ルーク（英: Rook）はイギリスの実験ロケット。
単段式ロケットでルーク固体ロケットモータが使用された。このルークモータはレパード等の1段目にも使用された。
1959年から1972年にかけてRAEが25回打ち上げを実施し、その内2回が失敗している。
打上げはウェールズのAberporthと南オーストラリア州のウーメラから行われた。

## データ
- 総重量: 1,200 kg
- 全長: 5.00 m
- 直径: 0.44 m
- 高度: 20 km
- 初発射: 1959-06-29
- 最終発射: 1972-06-22